# Méry Laurent

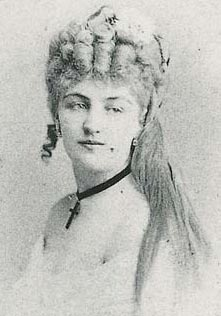
Méry Laurent

Méry Laurent (eigentlich Anne-Rose Louviot) (* 29. April 1849 in Nancy; † 26. November 1900 in Paris) war im Paris des ausgehenden 19. Jahrhunderts eine bekannte Kokotte und Muse verschiedener Künstler.

## Leben

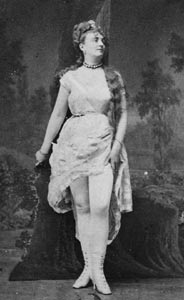
Méry Laurent auf der Bühne

Mit 15 Jahren heiratete Anne-Rose Louviot einen Gewürzhändler, ließ sich jedoch nach wenigen Monaten bereits wieder scheiden. Sie ging dann nach Paris und begann unter dem Namen Méry Laurent eine wenig erfolgreiche Schauspielkarriere. Neben einigen Statistenrollen trat sie wenig bekleidet in Revuen auf. Beispielsweise trat sie 1867 während der Pariser Weltausstellung nahezu nackt in dem Stück La belle Hèlene auf. Nach einem solchen Auftritt, als sie nackt aus einer Muschel entstieg, lernte sie den alten General de Canrobert kennen und wurde seine Geliebte.
Später lernte Méry Laurent den reichen US-Amerikaner Thomas W. Evans kennen, der der Zahnarzt der kaiserlichen Familie Napoléon III. gewesen war und auch die Zarenfamilie behandelte. Evans ging eine dauerhafte Liaison mit Méry Laurent ein und zahlte ihr jährlich 50.000 Francs. Darüber hinaus richtete er ihr eine Wohnung in der Rue de Rome ein und kaufte ihr die Villa Les Talus am Boulevard Lannes, ein kleines Haus in ländlichem Stil am Bois de Boulogne.
Finanziell nunmehr abgesichert begann Méry Laurent, parallel zu der Beziehung mit Evans, eine Reihe von Liaisons zu bekannten Künstlern ihrer Zeit. Der Dichter François Coppée machte den Anfang. Es folgte im Jahr 1876 der Maler Édouard Manet, der ihr nicht nur zärtliche Briefe schrieb, sondern sie einige Male malte. Neben dem Ölgemälde Herbst (Musée des Beaux-Arts de Nancy) hat Manet vor allem eine Reihe von Pastellbildern von Méry Laurent geschaffen. Hierzu gehören Méry Laurent mit schwarzem Hut (Musée des Beaux-Arts (Dijon)), Méry Laurent mit Hündchen (Puschkin-Museum), Méry Laurent mit Schleier (Privatsammlung), Méry Laurent mit Fischotterpelz (Privatsammlung), Méry Laurent mit blumengeschmücktem Hut (Hiroshima Museum of Art) oder Mery Laurent mit kleinem Hut (Sterling and Francine Clark Art Institute). Durch ihre Vermittlung gelang es Manet, einige seiner Bilder zu verkaufen, und sie selbst baute auch eine kleine Gemäldesammlung von Manets Werken auf. Darüber hinaus war sie eine frühe Sammlerin der Werke Gauguins.
Über Manet lernte sie den Dichter Stéphane Mallarmé kennen, der sich ebenfalls in sie verliebte, obwohl Huysmans behauptete, dass sie niemals eine sexuelle Affäre gehabt hätten. Méry Laurent inspirierte Mallarmé zu Gedichten, später sind auch seine Briefe an Méry veröffentlicht worden.
Durch Mallarmé lernte sie auch Marcel Proust kennen. Dieser verlieh in seiner Romanfolge Auf der Suche nach der verlorenen Zeit der Figur der Odette de Crécy, einer Kurtisane des Zweiten Kaiserreichs, die den Romanhelden und Dandy Charles Swann heiratet, einige Züge der Méry Laurent. Deren letzter intimer Freund wurde der junge Musiker Reynaldo Hahn, Freund und Ex-Geliebter von Proust, den sie auch zum Testamentsvollstrecker bestimmte und dem sie einen beträchtlichen Teil ihres Erbes hinterließ.

## Rezeption

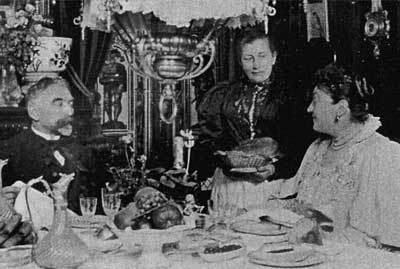
Links Mallarmé, rechts Méry Laurent

Stéphane Mallarmé über Méry Laurent:
| Ouverte au rire qui l'arrose  | Offen dem Lachen und in dem zarten   |
| Telle sans que rien d'amer y  | Erröten ganz ohne Bitternis ist sie. |
| Séjourne, une embaumante rose | Wie eine Rose blühend im Garten      |
| Du jardin royal est Méry.     | des Königs, das ist Méry.            |

Der irische Schriftsteller George Moore bezeichnete Méry Laurent als „Teerose“.
Der Kunsthistoriker John Richardson beschreibt in seiner Manet-Biografie Méry Laurent mit den Worten: „Sie war eine unbedeutende Schauspielerin und geniale Kurtisane, die es fertigbrachte, Liaisons mit einigen der reichsten, anziehendsten und geistvollsten Männer ihrer Zeit anzuknüpfen.“
Marcel Proust nahm ihre schillernde Erscheinung in seiner Romanfolge Auf der Suche nach der verlorenen Zeit als Vorlage zu der Romanfigur Odette de Crécy. Die Phase vor deren Heirat mit dem Romanhelden Charles Swann, als sie dessen Mätresse ist, wird in dem Kapitel Eine Liebe Swanns im ersten Band, In Swanns Welt, geschildert. Wie Méry Laurent schwärmt Odette de Crécy für japanische Holzschnitte und chinesisches Porzellan, bewohnt eine Wohnung voller Plüsch und Nippes, ist äußerst aufmerksam und liebenswürdig zu jedermann, jedoch ungebildet und leicht vulgär. Wenn sie als Madame Swann hochelegant in ihrer offenen Kutsche durch den Bois de Boulogne fährt, grüßt sie die passierenden Männer, die sie kennt, halb mit der Majestät einer Souveränin, halb mit der Provokation der Kokotte: „Dieses Lächeln sagte den einen: «Ich erinnere mich sehr gut, das war köstlich!», den anderen: «Wie gerne hätte ich doch! Das war Pech!»; wieder anderen: «Aber wenn Sie möchten! Ich werde meinem Faden hier noch ein Weilchen folgen, aber ihn abschneiden, sobald es geht.» ... Und nur für gewisse Männer hatte sie ein säuerliches Lächeln, gezwungen, scheu und kalt, und das bedeutete: «Ja, Biest, ich weiß schon, daß Sie eine Schlangenzunge haben, daß Sie nicht aufhören können zu reden! Kümmere ich mich um Sie?»“

## Bilder von Édouard Manet

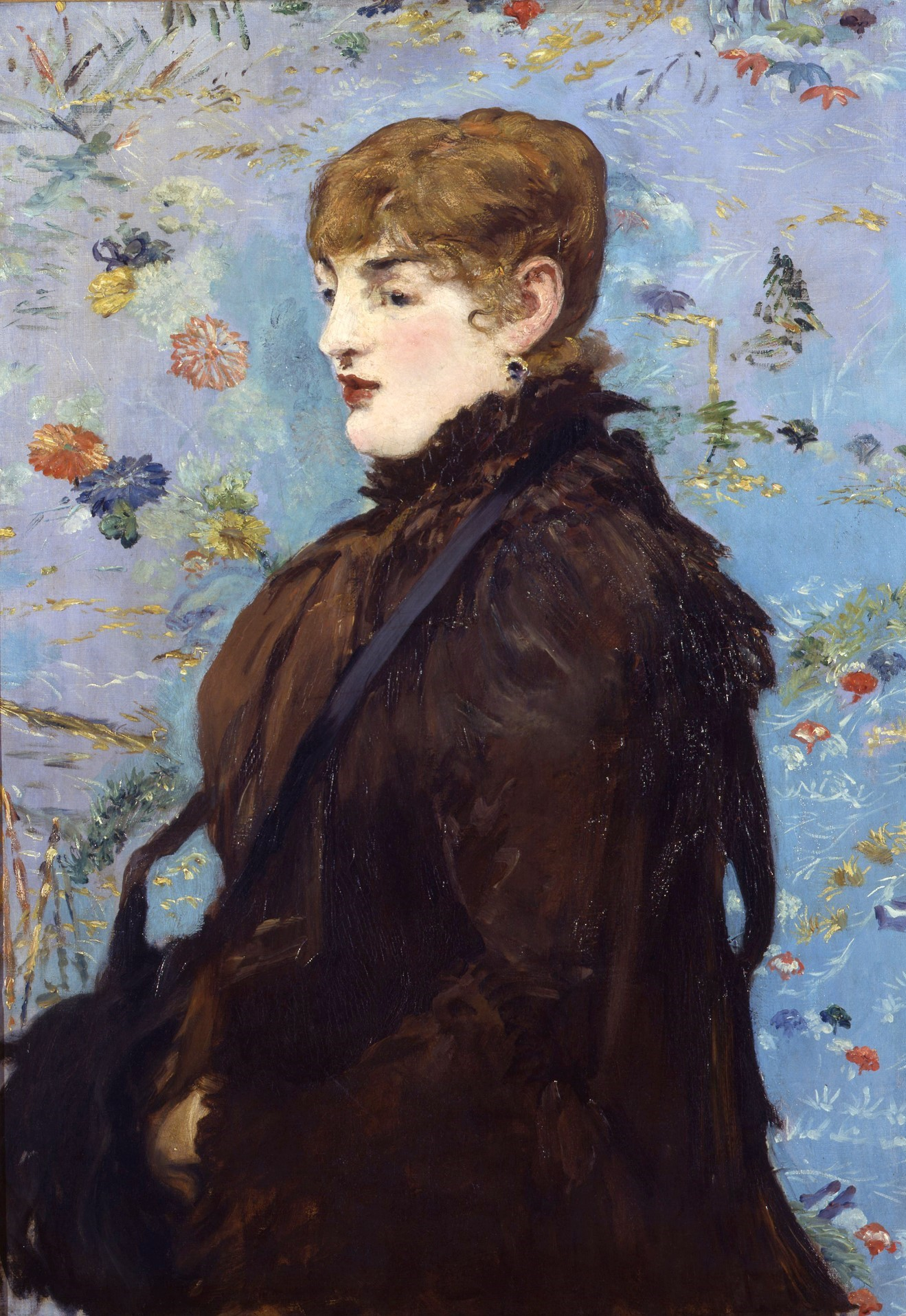
Herbst
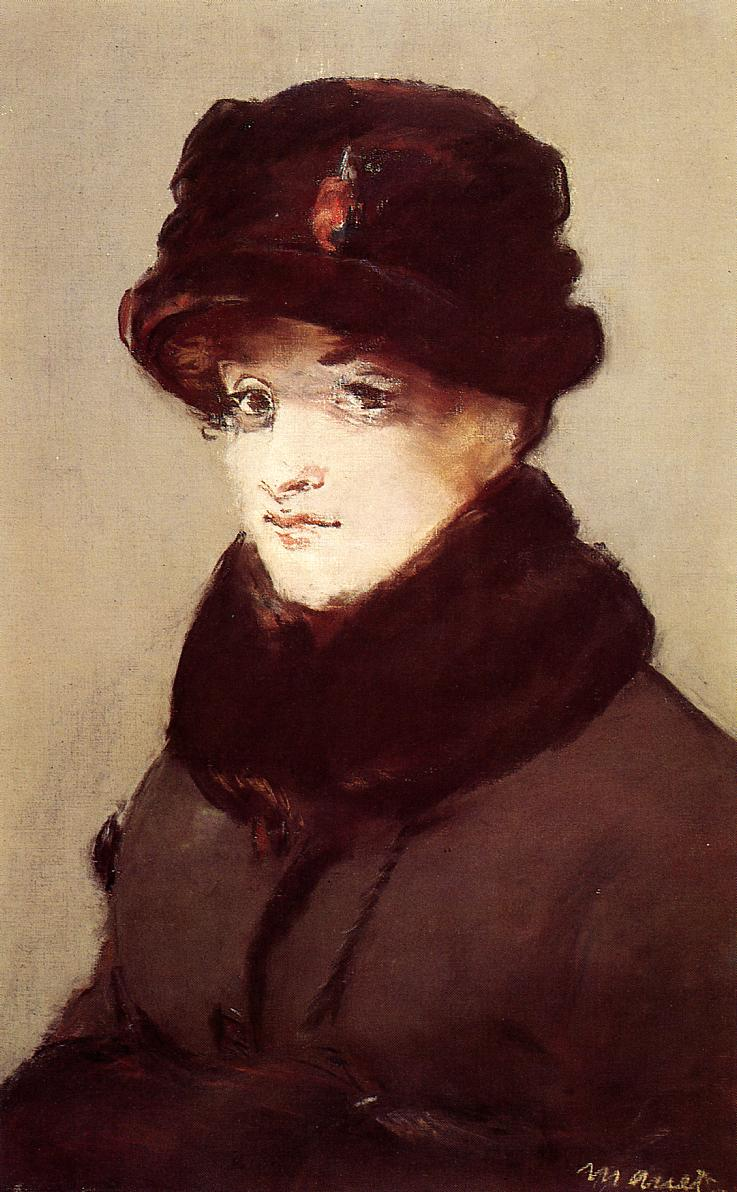
Méry Laurent au Chapeau de Loutre
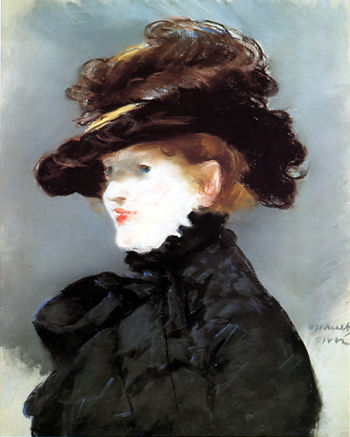
Méry Laurent au Chapeau Noir
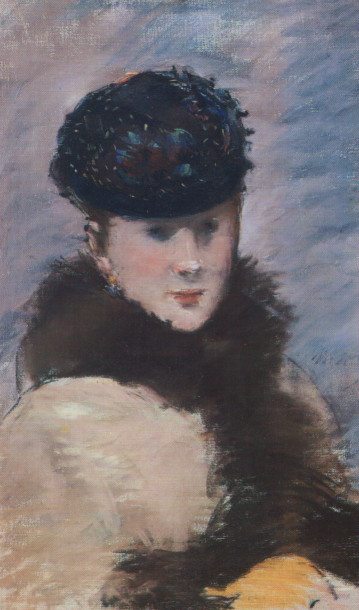
Méry Laurent au Petit Chapeau